# O'Galop
O'Galop, seudónimo de Marius Rossillon (8 de junio de 1867-2 de enero de 1946) fue un artista y dibujante francés, mayormente conocido por la creación de Bibendum, la mascota y logo de empresa de neumáticos Michelin. O'Galop comenzó su carrera alrededor de 1893, colaborando en varias revistas. También fue uno de los pioneros en las películas animación, llegando a crear unos cuarenta trabajos entre 1910 y 1924.

## Biografía
Marius Rossillon nació el 8 de junio de 1867 en Lyon. Fue hijo de Jean Rossillon y de Françoise Clotilde Pellegrin. En 1885 comenzaría sus estudios en la Escuela de Bellas Artes de Lyon. Posteriormente viajará a París y a Londres, empezando en 1891 su carrera como caricaturista e ilustrador y firmando con el seudónimo de Marius O'Galop. Durante los próximos años colaborará en multitud de revistas como Le Rire, Le Cri de Paris,  Le Charivari...
En 1898 conocerá a André Michelin y creará al famoso personaje de Bibendum, iniciando desde este momento una estrecha colaboración con la empresa francesa de neumáticos, llegando a crear más de 200 carteles. En 1910 empezará su carrera como animador con el cortometraje "La belette entrée dans le grenier". Hasta 1924 creará más de treinta trabajos como director.

## Cortometrajes de animación
- 1924- La colombe et la fourmi
- 1923- Bécassotte et le papillon
- 1923- Compère Guilleri
- 1923- Le loup et la cigogne
- 1923- Le rat des villes et le rat des champs
- 1923- Le renard et le raisin
- 1922- Le petit poucet
- 1921- La grenouille qui veut se faire aussi grosse que le boeuf
- 1920- Bécassotte à la mer
- 1920- Bécassotte au jardin zoologique
- 1920- Le blanc et le noir
- 1920- Le corbeau et le renard
- 1920- Le lièvre et la tortue
- 1920- L'ours et les deux compagnons
- 1920- Monsieur de La Palisse
- 1920- On doit le dire
- 1920- Publi ciné merci
- 1919- Bécassotte bonne à tout faire
- 1919- Bécassotte et son cochon
- 1919- Touchatout joue Faust
- 1919- Touchatout peintre de talent
- 1919- Comment Pécopin épousa la belle Eugénie
- 1919- La mouche
- 1919- Les exploits d'une mouche
- 1919- Touchatout ami des bêtes
- 1918- L'aigle boche est vaincu
- 1918- Pour résister à la tuberculose
- 1918- Touchatout médecin de bêtes
- 1917- Le bon fricot
- 1912- Le chinois et le bourriquot articulé
- 1912- Le circuit de l'alcool
- 1912- L'oubli par l'alcool
- 1912- Petites causes grands effets
- 1912- Quelques principes d'hygiène
- 1910- La belette entrée dans le grenier